# Campionati mondiali di judo 2005
I Campionati mondiali di judo 2005 si sono svolti a Il Cairo (Egitto) dall'8 all'11 settembre 2005.

## Risultati

### Uomini
| Evento        | Oro                  | Argento              | Bronzo                           |
| fino a 60 kg  | Craig Fallon         | Ludwig Paischer      | Cho Nam-Suk Nijat Shikhalizade   |
| fino a 66 kg  | João Derly           | Masato Uchishiba     | Arash Miresmaeili Miklós Ungvári |
| fino a 73 kg  | Ákos Braun           | Francesco Bruyere    | Kiyoshi Uematsu Gennadiy Bilodid |
| fino a 81 kg  | Guillaume Elmont     | Abderahmane Benamadi | Takashi Ono Roman Gontyuk        |
| fino a 90 kg  | Hiroshi Izumi        | Īlias Īliadīs        | Mark Huizinga Andrey Kazusenok   |
| fino a 100 kg | Keiji Suzuki         | Vitaly Bubon         | Dmitri Kabanov Luciano Corrêa    |
| oltre 100 kg  | Aleksandr Mikhailine | Yasuyuki Muneta      | Pierre Robin Lasha Gujejiani     |
| Open          | Dennis van der Geest | Tamerlan Tmenov      | Juri Rybak Yohei Takai           |

### Donne
| Evento       | Oro             | Argento             | Bronzo                                    |
| fino a 48 kg | Yanet Bermoy    | Frédérique Jossinet | Alina Dumitru Soraya Haddad               |
| fino a 52 kg | Li Ying         | Yuki Yokosawa       | An Kum-ae Telma Monteiro                  |
| fino a 57 kg | Kye Sun-Hui     | Yvonne Bönisch      | Sabrina Filzmoser Khishigbatyn Erdenet-Od |
| fino a 63 kg | Lucie Decosse   | Ayumi Tanimoto      | Driulis González Urška Žolnir             |
| fino a 70 kg | Edith Bosch     | Gévrise Emane       | Catherine Jacques Rasa Sraka              |
| fino a 78 kg | Yurisel Laborde | Sae Nakazawa        | Claudia Zwiers Céline Lebrun              |
| oltre 78 kg  | Tong Wen        | Karina Bryant       | Anne-Sophie Mondière Maki Tsukada         |
| Open         | Midori Shintani | Karina Bryant       | Carola Uilenhoed Anne-Sophie Mondière     |

### Medagliere
| Posizione | Paese          | Oro | Argento | Bronzo | Totale |
| --------- | -------------- | --- | ------- | ------ | ------ |
| 1         | Giappone       | 3   | 5       | 3      | 11     |
| 2         | Paesi Bassi    | 3   | 0       | 3      | 6      |
| 3         | Cuba           | 2   | 0       | 1      | 3      |
| 4         | Cina           | 2   | 0       | 0      | 2      |
| 5         | Francia        | 1   | 2       | 4      | 7      |
| 6         | Regno Unito    | 1   | 2       | 0      | 3      |
| 7         | Russia         | 1   | 1       | 1      | 3      |
| 8         | Brasile        | 1   | 0       | 1      | 2      |
| 8         | Ungheria       | 1   | 0       | 1      | 2      |
| 8         | Corea del Nord | 1   | 0       | 1      | 2      |
| 11        | Ucraina        | 0   | 1       | 2      | 3      |
| 12        | Algeria        | 0   | 1       | 1      | 2      |
| 12        | Austria        | 0   | 1       | 1      | 2      |
| 14        | Grecia         | 0   | 1       | 0      | 1      |
| 14        | Germania       | 0   | 1       | 0      | 1      |
| 14        | Italia         | 0   | 1       | 0      | 1      |
| 17        | Slovenia       | 0   | 0       | 2      | 2      |
| 17        | Bielorussia    | 0   | 0       | 2      | 2      |
| 19        | Corea del Sud  | 0   | 0       | 1      | 1      |
| 19        | Azerbaigian    | 0   | 0       | 1      | 1      |
| 19        | Iran           | 0   | 0       | 1      | 1      |
| 19        | Spagna         | 0   | 0       | 1      | 1      |
| 19        | Georgia        | 0   | 0       | 1      | 1      |
| 19        | Romania        | 0   | 0       | 1      | 1      |
| 19        | Portogallo     | 0   | 0       | 1      | 1      |
| 19        | Mongolia       | 0   | 0       | 1      | 1      |
| 19        | Belgio         | 0   | 0       | 1      | 1      |
| Totale    | Totale         | 16  | 16      | 32     | 64     |